# 1763
1763 (MDCCLXIII) fue un año común comenzado en sábado según el calendario gregoriano.

## Acontecimientos

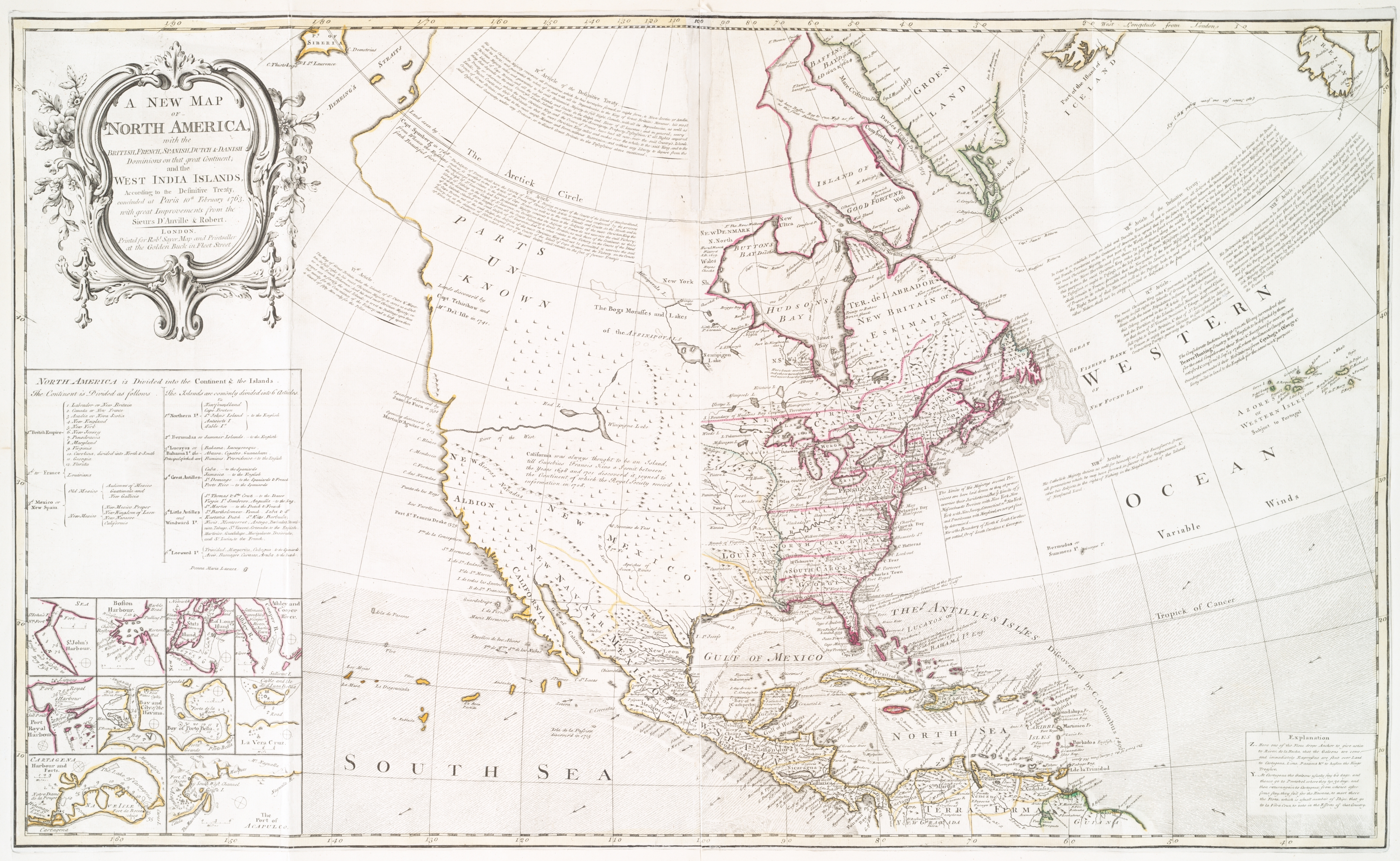
10 de febrero: Se firma el Tratado de París

- 5 de enero: en el Río de la Plata, sin mediar declaración de guerra, once barcos ingleses y portugueses atacan Montevideo (en manos de los españoles), pero no logran tomarla.
- 27 de enero:[1] la capital del Estado del Brasil se traslada de Salvador a Río de Janeiro, iniciando el Virreinato del Brasil.
- 10 de febrero:[2] termina la Guerra de los Siete Años con la firma del Tratado de París. Francia pierde sus colonias en Norteamérica y España cede Florida a cambio de los territorios al oeste del río Misisipi.
- 15 de febrero:[2] se firma la Paz de Hubersburg, que pone fin a las diferencias mantenidas entre Austria y Prusia en la Guerra de los Siete Años.
- 23 de febrero: Levantamiento de Esclavos de Berbice.
- 22 de marzo: en España se crea el Cuerpo de Artillería de la Armada.
- 27 de abril:[3] Rebelión de Pontiac en Norteamérica.
- 28 de junio: Un terremoto de 6,5 sacude Hungría.
- 5 de octubre:[4] inicia un breve interregno en Polonia-Lituania tras la muerte de Augusto III de Polonia.
- 7 de octubre:[5] Proclamación real de 1763 por Jorge III del Reino Unido como resultado de la adquisición por parte de Gran Bretaña del territorio francés en Norteamérica después del final de la Guerra de los Siete Años.

## Ciencia y tecnología
- David Hume: Historia de Inglaterra.
- Thomas Bayes publica su Teorema de Bayes

## Música
- Joseph Haydn: Sinfonía n.º 13

## Nacimientos
- 26 de enero: Jean-Baptiste Jules Bernadotte, militar francés, y rey de Suecia (f. 1844).
- 21 de marzo: Jean Paul. escritor alemán (f. 1825).
- 9 de abril: Domenico Dragonetti, músico italiano, considerado el primer virtuoso del contrabajo (f. 1846).
- 20 de junio: Theobald Wolfe Tone, nacionalista irlandés (f. 1798).
- 23 de junio: Josefina de Beauharnais, emperatriz francesa (f. 1814).
- 17 de septiembre: Francisco das Chagas Santos, militar y político brasileño, destructor de las misiones jesuíticas (f. 1840).
- 8 de noviembre: Xavier de Maistre, militar y escritor saboyano (f. 1852).

## Fallecimientos
- 12 de febrero: Pierre Carlet de Chamblain de Marivaux, dramaturgo y escritor francés (n. 1688).
- 4 de julio: Antonio Richarte, pintor tardo-barroco, español (n. 1790].
- 11 de julio: Pehr Forsskål, explorador, orientalista y naturalista sueco (n. 1732).
- 5 de octubre: Augusto III, gobernante de Polonia-Lituania (n. 1696).
- 25 de noviembre: Abate Prévost, novelista francés (n. 1697).